# Sierra de Tumucumaque

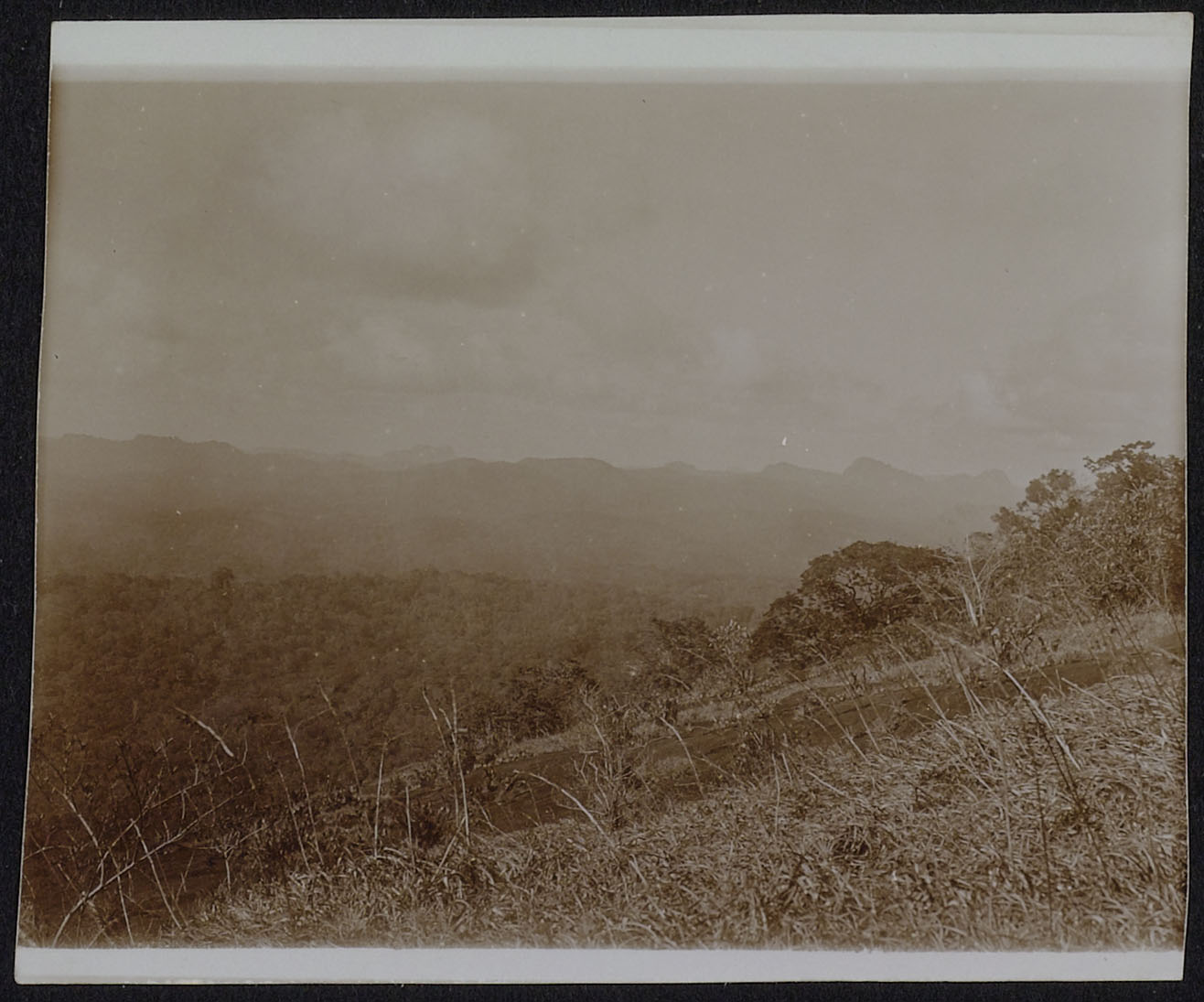
Retrato de la cordillera sierra de Tumucumaque

La sierra de Tumucumaque (en neerlandés: Toemoek-Hoemakgebergte, en portugués: Serra do Tumucumaque, en francés: Monts Tumuc Humac) es una cordillera en América del Sur que se extiende unos 120 kilómetros en dirección este-oeste en el área fronteriza entre Brasil, en el sur, y Surinam y la Guayana Francesa, en el norte. En el idioma de los pueblos apalam y wayana, Tumucumaque significa «la roca de la montaña simbolizando la lucha entre el chamán y los espíritus».[cita requerida] La cadena es muy remota y casi inaccesible.
Tanto el río Maroni como el Oiapoque tienen su origen en la sierra de Tumucumaque. El Maroni (en neerlandés: Marowijne) forma toda la frontera (disputada) entre Surinam y la Guayana Francesa, y el Oyapoque (en portugués: Oiapoque) mayoría de la frontera entre la Guayana Francesa y Brasil.